# Godfrey Frankenstein

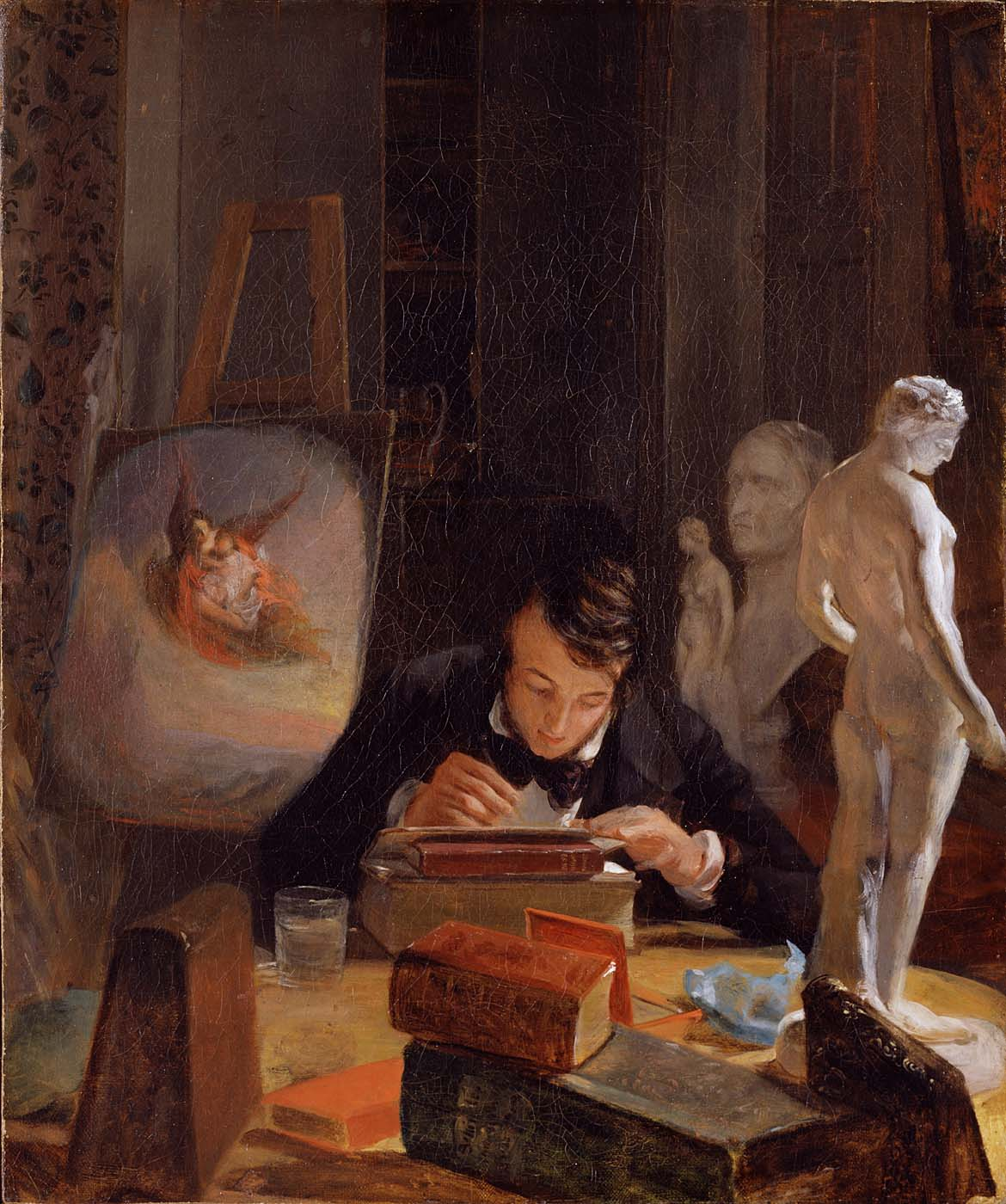
Godfrey Frankenstein, gemalt von seinem Bruder John Frankenstein, um 1840

Godfrey Nicholas Frankenstein, Taufname Gottfried Nikolaus Tracht (* 8. September 1820 in Worfelden, Provinz Starkenburg, Großherzogtum Hessen; † 24. Februar 1873 in Springfield, Ohio), war ein deutschamerikanischer Landschafts- und Porträtmaler.

## Leben
Godfrey Frankenstein war der zweitälteste Sohn des lutherischen Kantors, Privatlehrers und späteren Möbelschreiners Johannes Tracht (auch Drach, 1789–1842) und dessen Ehefrau Anna Katharina, geborene Vollhard (auch Vollhart, 1792–1871). Godfrey hatte zwei Schwestern und drei Brüder: den Porträt-, Genre- und Landschaftsmaler John Frankenstein, Marie Frankenstein, die als Landschafts- und Blumenmalerin, Bildhauerin und Lehrerin wirkte, den Landschafts- und Porträtmaler sowie Journalisten George Frankenstein sowie Gustavus Frankenstein, der Landschaftsmaler, Mathematiker und Zeichenlehrer werden sollte, schließlich Eliza Frankenstein, welche ebenfalls als Landschaftsmalerin hervortrat.
In der deutschen Heimat hatte der Vater in der Zeit der Demagogenverfolgung seine Stelle als Kantor und seine Zulassung als Privatlehrer verloren, nachdem bekannt geworden war, dass er mit dem in die Schweiz emigrierten Burschenschafter Adolf Ludwig Follen korrespondiert hatte. So der Existenzgrundlage beraubt hatte sich der Vater entschlossen, mit seiner Familie in die Vereinigten Staaten auszuwandern. Die Familie kam 1831/1832 nach Cincinnati, Ohio, wo sie wegen der schlecht klingenden englischen Aussprache ihres Familiennamens Tracht (Drach) ihn in Frankenstein änderte, möglicherweise nach der Burg Frankenstein bei Darmstadt, in deren Nähe der Vater geboren worden war. Auch die Namen der Kinder wurden anglisiert.

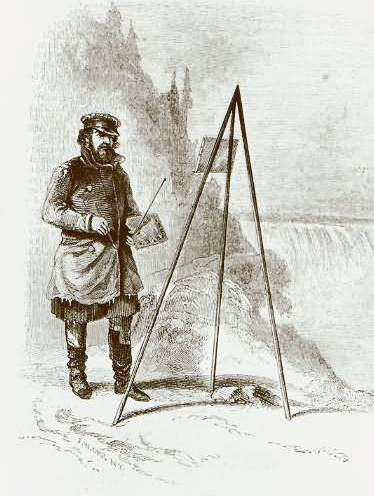
Godfrey Frankenstein als Freilichtmaler

Godfrey Frankenstein begann 1832 eine Ausbildung als Schildermaler und hatte von 1833 bis 1839 ein eigenes Geschäft. Danach etablierte er sich als Porträtmaler in dem Atelier in Cincinnati, das er von seinem Bruder John übernahm. Am 12. Oktober 1838 gründete er mit dem Bildhauer und späteren Maschinenbauingenieur John L. Whetstone die Cincinnati Academy of Fine Arts. Obwohl erst 18 Jahre alt, war Frankenstein ihr Präsident, Whetstone mit 17 Jahren der Sekretär der Akademie. Ihr Projekt scheiterte bald, weil keine dauerhaften Strukturen geschaffen werden konnten. Mindestens bis 1841 blieb ihre Akademie allerdings durch Ausstellungsprojekte aktiv. Als bedeutendsten Schüler Frankensteins erwähnte der in Cincinnati lebende Schriftsteller Heinrich Rattermann den Landschaftsmaler William Louis Sonntag. Mit Whetstone, der später Lokomotiven baute und dessen Bildnis er malte, blieb Frankenstein zeitlebens eng befreundet.

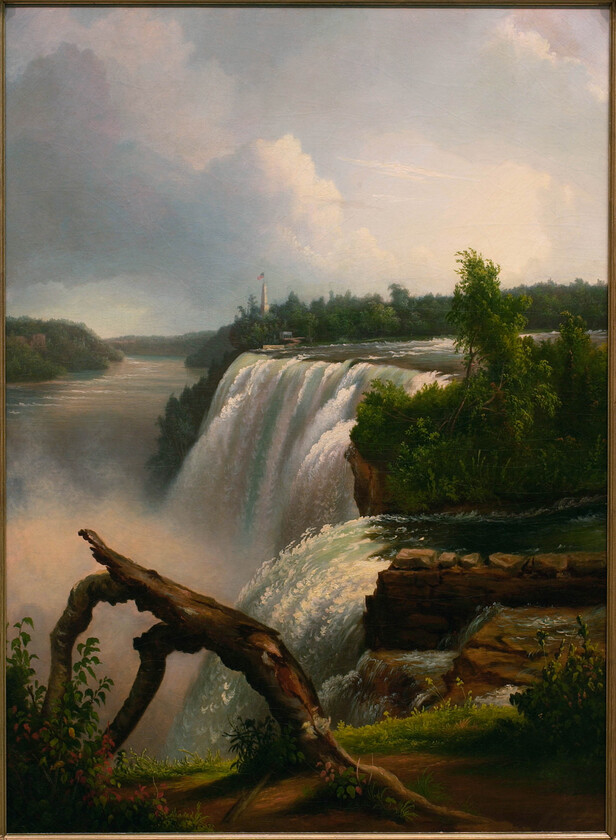
Niagara Falls from Goat Island, 1848

In den 1840er Jahren vollzog Frankenstein eine Entwicklung zum Landschaftsmaler. 1840 besuchte er zum ersten Mal die Niagarafälle. Auch reiste er durch die Staaten der Ostküste und malte etwa Ansichten der White Mountains in New Hampshire, ferner das Adams House in Quincy, Massachusetts, sowie die Chaudière Falls und Brücken am Ottawa River in Bytown. Immer wieder kehrte er zu den Niagarafällen zurück, die sein Lieblingsmotiv wurden und die er in fast 200 Ansichten von allen Seiten und zu verschiedenen Jahres- und Tageszeiten malte. Als Freilicht- und Ateliermaler war es sein Ziel, möglichst naturgetreu abzubilden und dabei Realität, Erhabenheit des Sujets und Harmonie malerisch zu vereinigen. Auf seinen Touren wurde er oft von seiner Schwester Eliza begleitet, auch bei seiner letzten Reise in die White Mountains im Jahre 1871.
Neben der Landschaftsmalerei blieb die Bildnismalerei eine wichtige Erwerbsquelle. Zu den zahlreichen Persönlichkeiten, die sich von ihm malen ließen, zählte Heinrich Rattermann den Dichter und Journalisten William Cullen Bryant sowie den Politiker Peter A. Porter.
1849 zog die Familie Frankenstein nach Springfield, Ohio, wo sie ein Grundstück mit Haus erworben hatte.
1852 baute Frankenstein gemeinsam mit seinen Brüdern Gustavus und George sowie mit dem befreundeten Maler Joseph Kyle in New York City ein Atelier auf, um das Moving Panorama of Niagara Falls zu realisieren. Als ein circa 2,7 Meter hoher und 305 Meter langer, rollender Fries mit einem Panorama aus rund 80 Szenen mit etwa 200 zuvor entwickelten Ansichten war das Gemälde eines der ersten Cykloramen. Montiert auf Spindeln wurde es am 19. Juli 1853 erstmals in der Broadway’s Hope Chapel in New York aufgeführt, mit Musik und gesprochenem Text. Anschließend ging Frankenstein damit auf Tournee. Seine erfolgreiche Werbe- und Ausstellungstour durch die Vereinigten Staaten steuerte 1853 Newark und Trenton, New Jersey, sowie Philadelphia an, 1854 etwa Washington, D.C. und Cincinnati (Melodeon Hall), 1855 St. Louis, Missouri, 1859 Urbana, Ohio, und 1865 Worcester, Massachusetts. Das Cyklorama wurde letztmals von seinem Bruder Gustavus 1893 in Springfield in Black’s Opera House gezeigt, dann dort deponiert, wo es 1903 mit dem Haus verbrannte. Erhalten blieben Ansichten auf Reproduktionen (darunter im Guide to Niagara, 1852, sowie in Harper’s Monthly, August 1853).

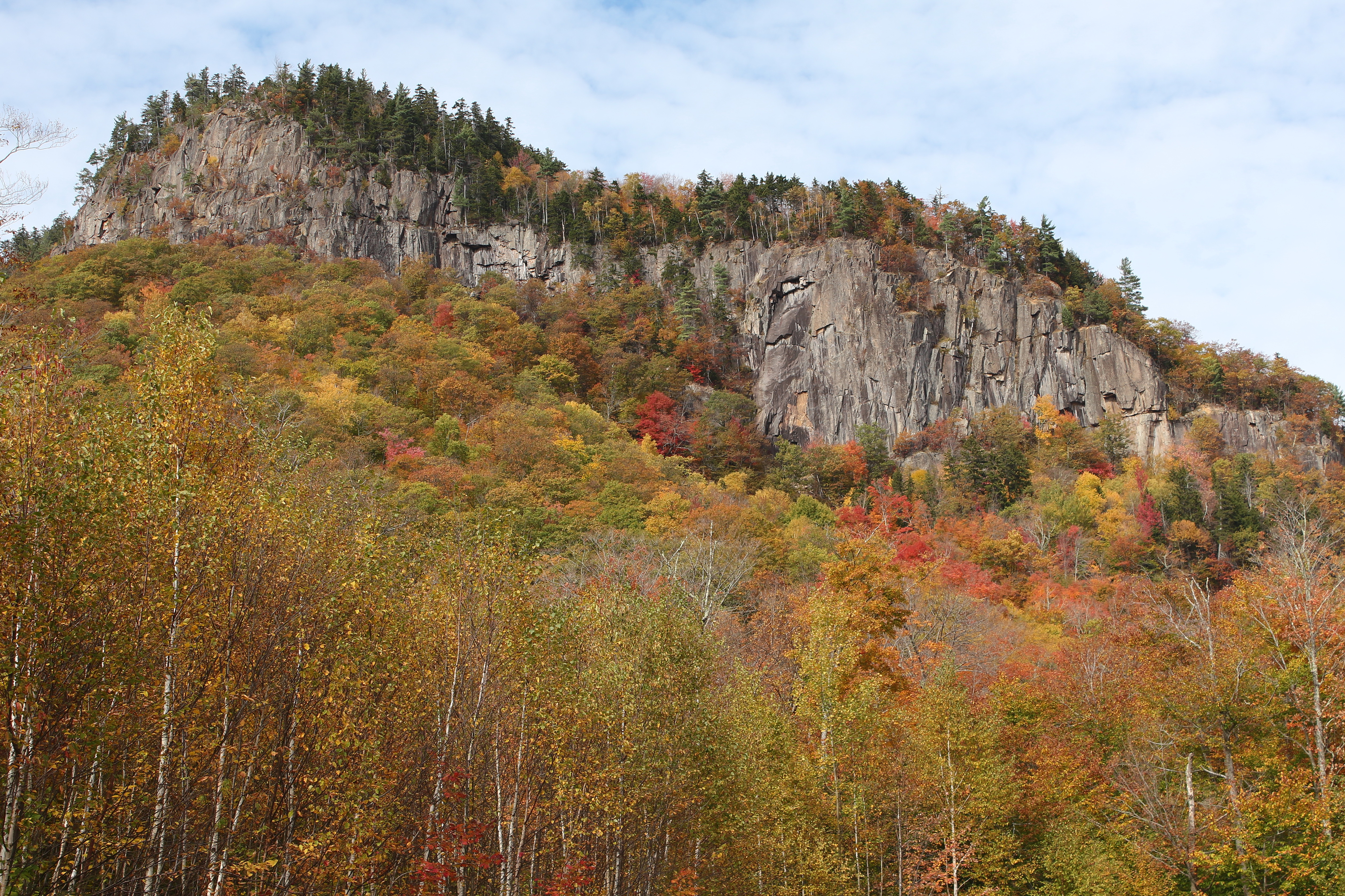
Frankenstein Cliffs bei Hart’s Location

In den Jahren 1867 bis 1869 unternahm Godfrey Frankenstein zusammen mit Gustavus eine Europareise. Dort besuchten sie England, Wales und die Alpen. Anschließend waren sie wieder in Ohio tätig, ferner in Kentucky.
Godfrey Frankenstein, der sich zeitlebens einer kräftigen Gesundheit erfreute, starb im Alter von 52 Jahren an einer Gehirnhautentzündung. Seinen Nachlass erbte seine Schwester Eliza, die seine Bilder später nach und nach verkaufte. Frankenstein wurde auf der Spring Grove Cemetery in Cincinnati bestattet. Nach ihm benannte man die Frankenstein Trestle, eine 245 Meter lange Jochbrücke der Bahnstrecke Portland–Lunenburg über den Willey Brook, außerdem das Frankenstein Cliff bei Hart’s Location in den White Mountains, nahe dem Mount Washington.